# Alexander Prugger
Alexander Prugger (* 28. Oktober 1887 in Waldmünchen; † 25. Juni 1962 in München) war ein deutscher Verwaltungsjurist und Leiter der damaligen Oberfinanzdirektion München.

## Leben
Alexander Prugger studierte Rechtswissenschaften an der Ludwig-Maximilians-Universität München. Seit dem Studium war er Mitglied der Studentenverbindung Akademischer Gesangverein München im SV. Er legte 1910 die erste juristische Staatsprüfung und 1913 das Große juristische Staatsexamen ab. 1914 fand er als geprüfter Rechtspraktikant eine Anstellung beim Bezirksamt Marktoberdorf. Nach kurzer Zeit wechselte er in die Zollverwaltung zum Hauptzollamt Lindau. Zum 1. Februar 1917 wurde er Akzessist bei der Generaldirektion der Zölle und indirekten Steuern, die ihren Sitz im Alten Hof  in München hatte. Zum 1. April 1917 zum Finanzassessor ernannt, folgte die Versetzung zum Landesfinanzamt München zum 1. Oktober 1919. Dort wurde er im Jahr darauf Regierungsrat und kam im April 1921 ins Reichsfinanzministerium. Im November 1922 zum Vorsteher des Hauptzollamts Rosenheim ernannt, kam im August 1923 die Beförderung zum Oberregierungsrat mit Rückkehr ins Reichsfinanzministerium. Dort wurde er 1925 Ministerialrat und 1929 Ministerialdirigent. Vom 1. April 1930 bis zu seiner Abberufung durch die Nationalsozialisten  im April 1933 war er Präsident des Landesfinanzamts Würzburg.
Zum 1. August 1933 wechselte er als Reichsfinanzrat an den Reichsfinanzhof, wo er als Richter tätig war. Am 16. Juni 1945 wurde er als  Oberfinanzpräsident Leiter der Oberfinanzdirektion München und übte dieses Amt bis zu seiner Versetzung in den Ruhestand zum 1. April 1955  aus.
In den Jahren von 1947 bis 1961 war er Mitherausgeber der Fachzeitschrift Steuer und Wirtschaft.
Prugger war bis 1933, dem Jahr des Verbots durch die Nationalsozialisten, Mitglied der Bayerischen Volkspartei.